# كريستينا غارسيا راموس
كريستينا غارسيا راموس (بالإسبانية: Cristina García Ramos) هي صحفية ومقدمة تلفزيونية إسبانية، ولدت في 14 سبتمبر 1949 في سانتا كروث دي تينيريفه في إسبانيا.

## وصلات خارجية
- كريستينا غارسيا راموس على موقع IMDb (الإنجليزية)